# Pizza ai quattro formaggi
La pizza ai quattro formaggi nella cucina italiana è una varietà di pizza, che viene condita con quattro tipi di formaggio. È popolare in tutto il mondo ed è uno degli elementi iconici dei menu delle pizzerie.

## Descrizione
Tradizionalmente, i formaggi includono la mozzarella, come componente fondamentale, che mantiene l'umidità durante la cottura, proteggendo anche gli altri formaggi dal forte calore del forno. Il gorgonzola è quasi sempre presente e il duo di completamento è costituito da altri formaggi locali, a seconda della regione, con fontina e parmigiano reggiano come complementi tipici, ma altre varianti includono pecorino, scamorza, asiago, stracchino, robiola, taleggio, provola affumicata o caciocavallo. La scelta dei formaggi non è casuale, devono essere grassi o semigrassi e variare nel sapore.

## Ingredienti
I quattro formaggi di solito combinano: 
- Fior di latte o mozzarella di bufala campana
- un formaggio erborinato (come il gorgonzola);
- un formaggio a pasta molle (come la fontina, l'emmental o il gruviera) o un formaggio cremoso (come la robiola o lo stracchino);
- un formaggio a pasta dura (come il parmigiano o pecorino, grattugiato).

## Pizze confezionate
Oltre alla mozzarella, le pizze confezionate surgelate o refrigerate usano spesso parmigiano, pecorino romano, Asiago e altri formaggi di origine italiana. Tuttavia alcune pizze contengono formaggi non italiani come l'edam, l'emmental o formaggio erborinato generico.